# Lurgan
Lurgan (în irlandeză an Lorgain) este un important oraș din districtul Craigavon, parte a comitatului Armagh din Irlanda de Nord. Orașul este amplasat la 29 km sud-vest de Belfast.
Lurgan este caracteristic multora dintre așezările întemeiate în timpul Colonizării Irlandei (sec. XVI-XVII), cu străzile sale drepte, largi planificate și rânduri de vile. Include multe clădiri vechi cu importanță istorică, precum Brownlow House și fosta primărie.
În timpul Revoluției industriale s-a dezvoltat ca important centru textil (mai cu seamă de producere a linului). Calea ferată locală a fost deschisă pe 18 noiembrie 1841.

## Personalități născute aici
- Neil Lennon (n. 1971), fotbalist.